# カウドウイルス
カウドウイルス綱(Caudoviricetes)は、尾部を持つバクテリオファージとして知られるウイルスの分類である。caudaは、ラテン語で「尾」の意味である。ボルティモア分類では、2本鎖DNAのゲノムを持つ第1群に分類される。ゲノム長は18–50万塩基対ほどである。ウイルス粒子の各々のビリオンは、ゲノムを含む二十面体の頭部と、接続タンパク質を介して接続するしなやかな尾部という、明確な形状を持つ。この目は広範囲のウイルスを含み、その多くは類似したヌクレオチド配列及び機能を持つ遺伝子を含む。しかし、尾部を持つバクテリオファージの一部は、同属間であってもゲノム配列が大きく異なる場合がある。特徴的な構造やホモログと考えられる遺伝子を持つことから、これらも共通の起源から分岐したものであると考えられている。
少なくとも350の種が知られている。

## 感染
宿主となる細菌と出会うと、ビリオンの尾部が細胞表面の受容体と結合し、インジェクチソーム（III型分泌装置でタンパク質を運ぶナノマシン）に似た機構でDNAを細胞内に送り込む。ウイルスの尾部が細菌の細胞壁と細胞膜に穴を開け、尾部を介して細胞内にウイルスゲノムを送る。遺伝子が一旦細胞の内側に入ると、宿主の装置を利用して作られた転写産物から宿主のリボソームを用いた遺伝子発現が行われる。通常、ゲノムはコンカテマーを利用して複製される。重複したDNA断片が形成され、その後それらが集められてゲノム全体が構築される。

## 組立てと成熟
ウイルスのカプシドタンパク質は、集まって頭部前駆体を形成する。頭部前駆体にウイルスゲノムが入ると、頭部前駆体はカプシドサブユニットの切断によって成熟し、五回対称の二十面体ファージ頭部が形成される。頭部の成熟の後、尾部は別に作られてコネクタによって接続されるか、ファージ頭部で直接作られるか、どちらかの方法で形成される。尾部は、主にヘリックスからなる六回対称のタンパク質によって構成される。ウイルス粒子の成熟後、細胞は、リシン、ホリンのどちらか、または両方によって溶解される。

## 分類
この分類のウイルスではアミノ酸配列やDNA配列の相同性が欠如しているため、他の生物で一般的であるようにカプシドタンパク質などを分類学的マーカーとして使用することはできない。形態に基づいて、3つの科に分類される。この分類スキームは、1969年にBradleyが始めたもので、それ以降拡張されてきた。
この目の全てのウイルスは二十面体または扁球形の頭部を持つが、尾部の長さと収縮能が異なる。ミオウイルス科は収縮する長い尾部、ポドウイルス科は収縮しない短い尾部、シホウイルス科は収縮しない長い尾部を持つ。シホウイルス科は、尾部を持つ既知のウイルスの大部分を占める。
Bradleyは、今日ミオウイルス科として知られているものをA型、シホウイルス科として知られているものをB型、ポドウイルス科として知られているものをC型と呼んだ。彼はこれを頭部の形状に基づいてさらに分類した。A型の中で小さく等軸の頭部を持つものをA1型、扁長の頭部を持つものをA2型、細長い頭部を持つものをA3型とした。B型及びC型でも、小さく等軸の頭部を持つものをB1型及びC1型、扁長の頭部を持つものをB2型及びC2型、細長い頭部を持つものをB3型及びC3型とした。

## バクテリオファージの進化
バクテリオファージは、細菌や古細菌の195以上の属に存在する。異なる宿主で繰り返し発生し、少なくとも11の異なる系統がある。1959年以降、6300以上のバクテリオファージが電子顕微鏡で観察された。これらの中で96%以上が尾部を持っており、尾部の約57%が収縮しない長い尾部（シホウイルス科）である。尾部を持つファージは恐らく単系統群で、既知の最も古いウイルスのグループである。

## 関連文献
- “Conserved translational frameshift in dsDNA bacteriophage tail assembly genes”. Mol. Cell 16 (1):  11-21. (2004). doi:10.1016/j.molcel.2004.09.006. PMID 15469818.
- “Comparative genomics and evolution of the tailed-bacteriophages”. Curr. Opin. Microbiol. 8 (4):  451-8. (2005). doi:10.1016/j.mib.2005.06.014. PMID 16019256.